# Чемпіонат Болгарії з футболу 1932
Державний чемпіонат Болгарії 1932 — 8-й сезон найвищого рівня футбольних змагань Болгарії. Чемпіоном вперше став Шипченски сокол.

## Перший раунд
| Команда 1               | Рахунок | Команда 2               |
| ----------------------- | ------- | ----------------------- |
| Славія (Софія)          | 4:0     | Левські (Дупниця)       |
| Орел-Чеган 30 (Враца)   | 2:1     | Левські (Лом)           |
| Шипченски сокол (Варна) | 6:2     | Хан Омуртаг (Шумен)     |
| Слава (Ямбол)           | 4:0     | Борислав (Стара Загора) |
| Чардафон (Габрово)      | 1:3     | Победа 26 (Плевен)      |

## 1/4 фіналу
| Команда 1          | Рахунок | Команда 2               |
| ------------------ | ------- | ----------------------- |
| Славія (Софія)     | 5:0     | Слава (Ямбол)           |
| Левські (Русе)     | 0:2     | Шипченски сокол (Варна) |
| Сокол (Пловдив)    | 2:1     | Болгарія (Хасково)      |
| Победа 26 (Плевен) | 3:2     | Орел-Чеган 30 (Враца)   |

## 1/2 фіналу
| Команда 1               | Рахунок | Команда 2          |
| ----------------------- | ------- | ------------------ |
| Славія (Софія)          | 5:0     | Сокол (Пловдив)    |
| Шипченски сокол (Варна) | 4:1     | Победа 26 (Плевен) |

## Фінал
| Команда 1       | Рахунок | Команда 2               |
| --------------- | ------- | ----------------------- |
| 18 вересня 1932 |         |                         |
| Славія (Софія)  | 1:2 дч  | Шипченски сокол (Варна) |